# Liste der Stolpersteine im Komitat Veszprém

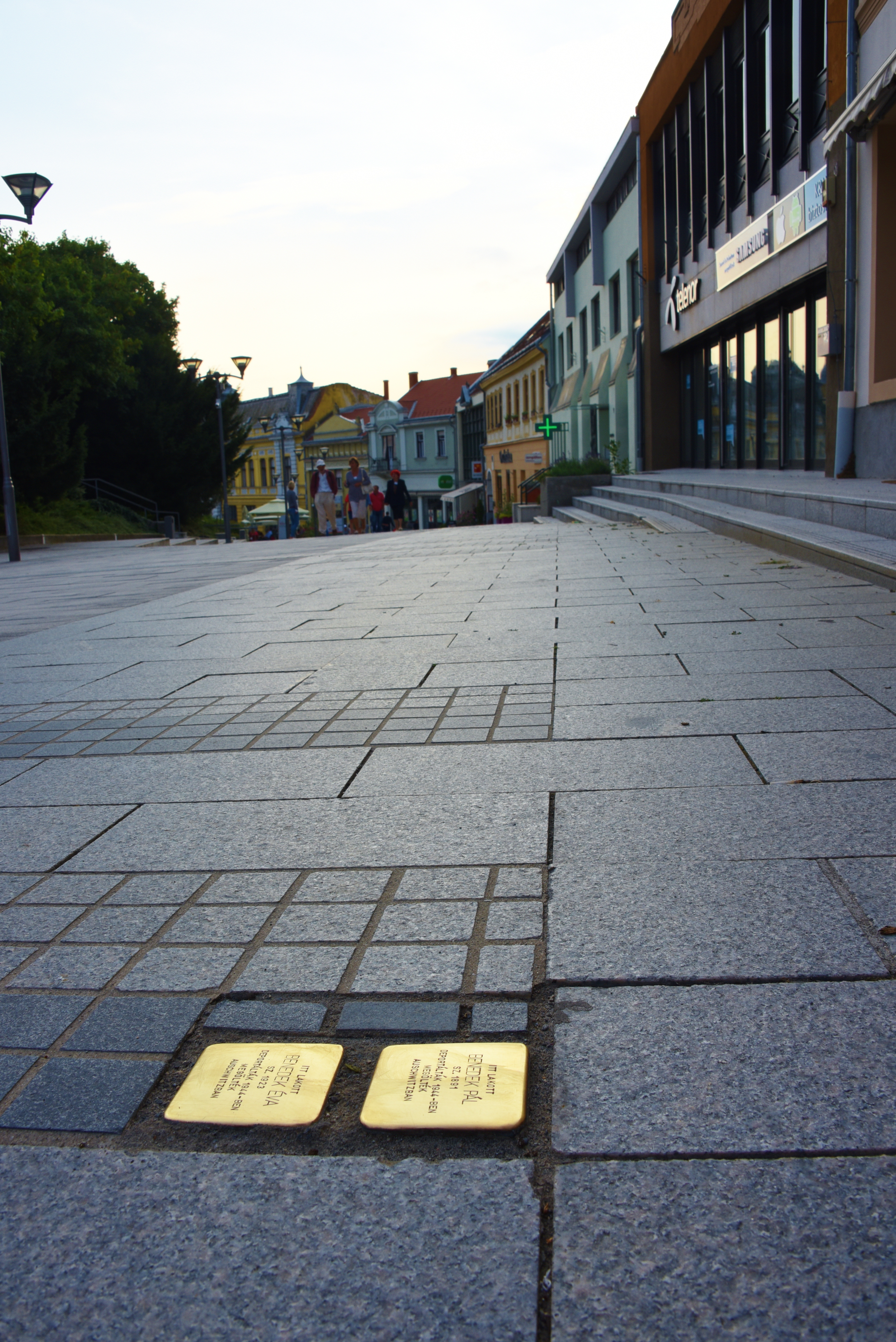
Stolpersteine in Veszprém

Die Liste der Stolpersteine im Komitat Veszprém enthält die Stolpersteine, die im Komitat Veszprém in Westungarn verlegt wurden. Stolpersteine erinnern an das Schicksal der Menschen, welche von den Nationalsozialisten ermordet, deportiert, vertrieben oder in den Suizid getrieben wurden. Die Stolpersteine wurden von Gunter Demnig verlegt und liegen im Regelfall vor dem letzten selbstgewählten Wohnsitz des Opfers. Stolpersteine heißen auf Ungarisch Botlatókő. Die ersten Verlegungen in diesem Komitat fanden am 27. August 2007 in Balatonfüred statt.

## Verlegte Stolpersteine

### Ajka
In Ajka wurden vier Stolpersteine verlegt.
| Stolperstein | Übersetzung                                                                                   | Verlegeort                  | Name, Leben                            |
| ------------ | --------------------------------------------------------------------------------------------- | --------------------------- | -------------------------------------- |
|              | HIER WOHNTE BÉLA WEISZ GEB. 1928 DEPORTIERT 1944 AUSCHWITZ ERMORDET                           | Korányi Frigyes u. 240 Ajka | Béla Weisz (1928-1944)                 |
|              | HIER WOHNTE DIE FRAU DES SÁNDOR WEISZ JANKA KOHN GEB. 1900 DEPORTIERT 1944 AUSCHWITZ ERMORDET | Korányi Frigyes u. 240 Ajka | Janka Weisz, geborene Kohn (1900-1944) |
|              | HIER WOHNTE SÁNDOR WEISZ GEB. 1902 ZWANGSARBEIT KOŠICE ERMORDET 1944                          | Korányi Frigyes u. 240 Ajka | Sándor Weisz (1902-1944)               |
|              | HIER WOHNTE TIBOR WEISZ GEB. 1930 DEPORTIERT 1944 AUSCHWITZ ERMORDET                          | Korányi Frigyes u. 240 Ajka | Tibor Weisz (1930-1944)                |

### Balatonfüred
In Balatonfüred wurden vier Stolpersteine an zwei Adressen verlegt.
| Stolperstein | Inschrift                                                                              | Verlegeort            | Name, Leben                                   |
| ------------ | -------------------------------------------------------------------------------------- | --------------------- | --------------------------------------------- |
|              | HIER WOHNTE JOLÁN GROSZMANN JG. 1901 16.5.1944 DEPORTIERT 15.10.1944 STUTTHOF ERMORDET | Dózsa György utca 9   | Jolán Groszmann verheiratet mit Sándor Oblatt |
|              | HIER WOHNTE JUDIT OBLATT JG. 1928 16.5.1944 DEPORTIERT 15.10.1944 STUTTHOF ERMORDET    | Dózsa György utca 9   | Judit Oblatt                                  |
|              | HIER WOHNTE LUJZA PÁPAI JG. 1881 16.5.1944 DEPORTIERT 15.8.1944 AUSCHWITZ ERMORDET     | Kossuth Lajos utca 12 | Lujza Pápai                                   |
|              | HIER WOHNTE ZSIGMOND SINGER JG. 1879 16.5.1944 DEPORTIERT 15.8.1944 AUSCHWITZ ERMORDET | Kossuth Lajos utca 12 | Zsigmond Singer                               |

### Monoszló
In Monoszló wurden zwei Stolpersteine verlegt.
| Stolperstein | Übersetzung                                                                                          | Verlegeort           | Name, Leben                      |
| ------------ | --- | -------------------- | -------------------------------- |
|              | HIER WOHNTE MIKSA GRÓSZ GEB. 1890 DEPORTIERT MAI 1944 AUSCHWITZ ERMORDET 8.7.1944                    | Hegyi u. 30 Monoszló | Miksa Grósz (1890-1944)          |
|              | HIER WOHNTE ARANKA GRÓSZNÉ STEINER GEB. 1891 DEPORTIERT MAI 1944 ERMORDET AUF DEM WEG NACH AUSCHWITZ | Hegyi u. 30 Monoszló | Aranka Grósz Steiner (1891-1944) |

### Pápa
In Pápa wurden zwanzig Stolpersteine an neun Adressen verlegt.
| Stolperstein | Übersetzung                                                                                            | Verlegeort            | Name, Leben                                      |
| ------------ | --- | --------------------- | ------------------------------------------------ |
|              | HIER WOHNTE ISTVÁN BÖŐHM JG. 1930 DEPORTIERT 1944 IN AUSCHWITZ ERMORDET                                | Kossuth Lajos u. 34   | István Böőhm                                     |
|              | HIER WOHNTE IMRE GRÜNWALD JG. 1866 DEPORTIERT 1944 IN AUSCHWITZ ERMORDET                               | Árok u. 9             | Imre Grünwald                                    |
|              | HIER WOHNTE DIE FRAU DES MIKSA GUTTMANN JG. 1874 DEPORTIERT 1944 IN AUSCHWITZ ERMORDET                 | Rákóczi Ferenc ut. 14 | Frau von Miksa Guttmann, geborene Katalin Krausz |
|              | HIER WOHNTE IBOLYA HEIMLICH JG. 1866 DEPORTIERT 1944 SCHICKSAL UNBEKANNT                               | Kuruc ut. 18          | Ibolya Heimlich                                  |
|              | HIER WOHNTE JUDIT HEIMLICH JG. 1940 DEPORTIERT 1944 IN AUSCHWITZ ERMORDET                              | Szent László u. 5     | Judit Heimlich                                   |
|              | HIER WOHNTE DIE FRAU DES SÁNDOR HEIMLICH SÁRA SCHILLER JG. 1905 DEPORTIERT 1944 IN AUSCHWITZ ERMORDET  | Szent László u. 5     | Sára Heimlich, geborene Schiller                 |
|              | HIER WOHNTE SIMON HEIMLICH JG. 1866 DEPORTIERT 1944 IN AUSCHWITZ ERMORDET                              | Kuruc ut. 18          | Simon Heimlich                                   |
|              | HIER WOHNTE DIE FRAU VON SIMON HEIMLICH RÓH FÁNNI JG. 1862 DEPORTIERT 1944 IN AUSCHWITZ ERMORDET       | Kuruc ut. 18          | Frau von Simon Heimlich, geborene Fánni Róh      |
|              | HIER WOHNTE ZSUZSANNA HEIMLICH JG. 1944 DEPORTIERT 1944 IN AUSCHWITZ ERMORDET                          | Szent László u. 5     | Zsuszanna Heimlich                               |
|              | HIER WOHNTE DIE FRAU DES ADOLF HOFFMANN JG. 1876 DEPORTIERT 1944 AUSCHWITZ ERMORDET                    | Kisfaludy utca 4-6    | Frau des Adolf Hoffmann                          |
|              | HIER WOHNTE ÁGNES HOFFMANN JG. 1942 DEPORTIERT 1944 AUSCHWITZ ERMORDET                                 | Kisfaludy utca 4-6    | Ágnes Hoffmann                                   |
|              | HIER WOHNTE SÁNDOR HOFFMANN JG. 1919 ARBEITSDIENST GESTORBEN                                           | Kisfaludy utca 4-6    | Sándor Hoffmann                                  |
|              | HIER WOHNTE DIE FRAU DES LAJOS PÁPAI JOZEFA BÖHM JG. 1894 DEPORTIERT 1944 AUSCHWITZ ERMORDET           | Zimmermann utca 3     | Jozefa Papai, geborene Böhm                      |
|              | HIER WOHNTE LAJOS PÁPAI JG. 1884 DEPORTIERT 1944 AUSCHWITZ ERMORDET                                    | Zimmermann utca 3     | Lajos Papai                                      |
|              | HIER WOHNTE DIE FRAU DES JÓZSEF POLLÁK REGINA ÖSTERREICHER JG. 1879 DEPORTIERT 1944 AUSCHWITZ ERMORDET | Korvin utca 12        | Regina Pollák, geborene Österreicher             |
|              | HIER WOHNTE DIE FRAU DES MÓZES SCHILLER BELLA STEINBERGER JG. 1877 DEPORTIERT 1944 AUSCHWITZ ERMORDET  | Bástya utca 5         | Bella Schiller, geborene Steinberger             |
|              | HIER WOHNTE IZRAEL SCHILLER JG. 1911 DEPORTIERT 1944 AUSCHWITZ ERMORDET                                | Bástya utca 5         | Izrael Schiller                                  |
|              | HIER WOHNTE JÓZSEF SCHILLER JG. 1923 DEPORTIERT 1944 SCHICKSAL UNBEKANNT                               | Bástya utca 5         | József Schiller                                  |
|              | HIER WOHNTE SALAMON SCHILLER JG. 1909 DEPORTIERT 1944 AUSCHWITZ ERMORDET                               | Bástya utca 5         | Salamon Schiller                                 |
|              | HIER WOHNTE FLÓRA STEINER JG. 1865 DEPORTIERT 1944 IN AUSCHWITZ ERMORDET                               | Árok u. 9             | Flóra Steiner                                    |

### Szentgál
In Szentgál wurden sieben Stolpersteine an drei Adressen verlegt.
| Stolperstein | Übersetzung                                                                                                | Verlegeort | Name, Leben                         |
| ------------ | --- | ---------- | ----------------------------------- |
|              | HIER WOHNTE ÉVA CSILLAG JG. 1929 DEPORTIERT 1944 AUSCHWITZ ERMORDET                                        | Fő utca 28 | Eva Csillag                         |
|              | HIER WOHNTE JÓZSEF CSILLAG JG. 1898 DEPORTIERT 1944 AUSCHWITZ ERMORDET                                     | Fő utca 28 | Jozsef Csillag                      |
|              | HIER WOHNTE DIE FRAU DES JÓZSEF CSILLAG GEB. RÓZA BAKONYI JG. 1905 DEPORTIERT 1944 AUSCHWITZ ERMORDET      | Fő utca 28 | Róza Csillag, geborene Bakonyi      |
|              | HIER WOHNTE DIE FRAU DES SÁNDOR DARVAS GEB. ERZSÉBET FRIEDRICH JG. 1894 DEPORTIERT 1944 AUSCHWITZ ERMORDET | Fő utca 48 | Erzsébet Darvas, geborene Friedrich |
|              | HIER WOHNTE SÁNDOR DARVAS JG. 1889 DEPORTIERT 1944 AUSCHWITZ ERMORDET                                      | Fő utca 48 | Sandor Darvas                       |
|              | HIER WOHNTE DIE FRAU DES ZSIGMOND VÁRADI GEB. ILONA STERN JG. 1885 DEPORTIERT 1944 AUSCHWITZ ERMORDET      | Fő utca 66 | Ilona Váradi, geborene Stern        |
|              | HIER WOHNTE ZSIGMOND VÁRADI JG. 1868 DEPORTIERT 1944 AUSCHWITZ ERMORDET                                    | Fő utca 66 | Zsigmond Váradi                     |

### Tapolca
In Tapolca wurden neun Stolpersteine an fünf Adressen verlegt.
| Stolperstein | Übersetzung | Verlegeort                      | Name, Leben                                             |
| ------------ | --- | ------------------------------- | ------------------------------------------------------- |
|              | HIER WOHNTE VILMOS BERGER GEB. 1866 DEPORTIERT 1944 NACH AUSCHWITZ ERMORDET                                         | Fő tér 13 Tapolca               | Vilmos Berger (1866–1944/45)                            |
|              | HIER WOHNTE IMRE FRISCH GEB. 1891 DEPORTIERT 1944 NACH AUSCHWITZ ERMORDET 6.10.1944                                 | Fő tér 4 Tapolca                | Imre Frisch (1891–1944)                                 |
|              | HIER WOHNTE JÓZSEF FRISCH GEB. 1900 DEPORTIERT 1944 NACH AUSCHWITZ ERMORDET 8.7.1944                                | Fő tér 4 Tapolca                | József Frisch (1900–1944)                               |
|              | HIER WOHNTE DIE FRAU VON LÁSZLÓ FRISCH HERMINA ROTHAUSER GEB. 1870 DEPORTIERT 1944 NACH AUSCHWITZ ERMORDET 8.7.1944 | Fő tér 4 Tapolca                | Hermina Frisch, geborene Rothauser (1870–1944)          |
|              | HIER WOHNTE ADOLF LESSNER GEB. 1881 DEPORTIERT 1944 NACH AUSCHWITZ ERMORDET                                         | Kisfaludy Sándor utca 1 Tapolca | Adolf Lessner jr. (1881–1944/45)                        |
|              | HIER WOHNTE DIE FRAU VON MÓR LESSNER FRANZISKA HIRSCHLER GEB. 1866 DEPORTIERT 1944 NACH AUSCHWITZ ERMORDET          | Fő tér 4 Tapolca                | Franziska Lessner jr. geborene Hirschler (1866–1944/45) |
|              | HIER WOHNTE MÓR LESSNER GEB. 1860 DEPORTIERT 1944 NACH AUSCHWITZ ERMORDET 8.7.1944                                  | Fő tér 4 Tapolca                | Mór Lessner jr. (1860–1944)                             |
|              | HIER WOHNTE MÓRIC LESSNER JR. GEB. 1864 DEPORTIERT 1944 NACH AUSCHWITZ ERMORDET                                     | Deák Ferenc utca 1 Tapolca      | Móric Lessner jr. (1864–1944/45)                        |
|              | HIER WOHNTE DIE FRAU VON ADOLF LESSNER VILMA REISINGER GEB. 1896 DEPORTIERT 1944 NACH AUSCHWITZ ERMORDET            | Kisfaludy Sándor utca 1 Tapolca | Vilma Lessner jr., geborene Reisinger (1896–1944/45)    |

### Tótvázsony
In Tótvázsony wurden zwei Stolpersteine an einer Adresse verlegt.
| Stolperstein | Übersetzung | Verlegeort    | Name, Leben                       |
| ------------ | --- | ------------- | --------------------------------- |
|              | HIER WOHNTE ELEMÉR SPIEGEL JG. 1890 DEPORTIERT 1944 AUSCHWITZ ERMORDET 15.8.1944                                   | Virág utca 27 | Elmér Spiegel                     |
|              | HIER WOHNTE DIE FRAU DES ELEMÉR SPIEGEL GEB. TERÉZIA SPIEGEL JG. 1890 DEPORTIERT 1944 AUSCHWITZ ERMORDET 15.8.1944 | Virág utca 27 | Terézia Spiegel, geborene Spiegel |

### Veszprém
In Veszprém wurden 22 Stolpersteine an zehn Adressen verlegt.
| Stolperstein | Übersetzung                                                                                         | Verlegeort                                                            | Name, Leben                                |
| ------------ | --------------------------------------------------------------------------------------------------- | --------------------------------------------------------------------- | ------------------------------------------ |
|              | HIER WOHNTE DIE FRAU DES JÓZSEFNÉ BÁN MAGDA FODOR GEB. 1911 DEPORTIERT AUSCHWITZ ERMORDET 1944      | Rákóczi Ferenc u. 3 Veszprém                                          | Magda Bàn geb. Fodor (1911–1944)           |
|              | HIER WOHNTE MARIKA BÁN GEB. 1938 DEPORTIERT AUSCHWITZ ERMORDET 1944                                 | Rákóczi Ferenc u. 3 Veszprém                                          | Marika Bàn (1938–1944)                     |
|              | HIER WOHNTE ÉVA BENEDEK JG. 1923 DEPORTIERT 1944 ERMORDET AUSCHWITZ                                 | Kossuth utca 13 Veszprém                                              | Éva Benedek                                |
|              | HIER WOHNTE PÁL BENEDEK JG. 1891 DEPORTIERT 1944 ERMORDET AUSCHWITZ                                 | Kossuth utca 13 Veszprém                                              | Pál Benedek                                |
|              | HIER WOHNTE KATALIN DÖRI JG. 1889 INTERNIERT 1944 TOT JANUAR 1945 BUDAPEST                          | Kossuth utca 5 Veszprém                                               | Katalin Döri                               |
|              | HIER WOHNTE MIKLÓS DÖRI JG. 1894 ARBEITSDIENST VERSCHWUNDEN 1942                                    | Kossuth utca 5 Veszprém                                               | Miklós Döri                                |
|              | HIER WOHNTE DIE FRAU VON ÖDÖN DÖRI JG. 1872 DEPORTIERT 1944 ERMORDET AUSCHWITZ                      | Kossuth utca 5 Veszprém                                               | Frau von Ödön Döri                         |
|              | HIER WOHNTE FERENC FODOR GEB. 1882 DEPORTIERT AUSCHWITZ ERMORDET 1944                               | Rákóczi Ferenc u. 3 Veszprém                                          | Ferenc Fodor (1882–1944)                   |
|              | HIER WOHNTE DIE FRAU DES FERENC FODOR HEDVIG NEUMANN GEB. 1886 DEPORTIERT AUSCHWITZ ERMORDET 1944   | Rákóczi Ferenc u. 3 Veszprém                                          | Hedvig Fodor, geborene Neumann (1886–1944) |
|              | HIER WOHNTE DIE FRAU DES JÁNOS FÜRST BERTA NAY GEB. 1878 DEPORTIERT AUSCHWITZ ERMORDET 1944         | Szabadság tér 5 Veszprém                                              | Berta Fürst, geborene Nay (1878–1944)      |
|              | HIER WOHNTE LAJOS KUN JG. 1886 DEPORTIERT 1944 ERMORDET AUSCHWITZ                                   | Brusznyai utca / Hoffer Ármin sétány Veszprém                         | Lajos Kun                                  |
|              | HIER WOHNTE DIE FRAU VON LAJOS KUN FRIDA PAP JG. 1893 DEPORTIERT 1944 ERMORDET AUSCHWITZ            | Brusznyai utca / Hoffer Ármin sétány Veszprém                         | Frau von Lajos Kun, geborene Frida Pap     |
|              | HIER WOHNTE ANNA LANTOS JG. 1924 DEPORTIERT 1944 ERMORDET AUSCHWITZ                                 | Szabadság tér 10 Veszprém                                             | Anna Lantos                                |
|              | HIER WOHNTE DESZÖ LANTOS JG. 1886 DEPORTIERT 1944 ERMORDET AUSCHWITZ                                | Szabadság tér 10 Veszprém                                             | Dezsö Lantos                               |
|              | HIER WOHNTE DIE FRAU VON DESZÖ LANTOS ILONA KOPSTEIN JG. 1885 DEPORTIERT 1944 ERMORDET AUSCHWITZ    | Szabadság tér 10 Veszprém                                             | Ilona Lantos, geborene Kopstein            |
|              | HIER WOHNTE DIE FRAU DES JENŐ LENGYEL ILONA RÉVÉSZ GEB. 1884 DEPORTIERT AUSCHWITZ ERMORDET 1944     | Kossuth Lajos u. 17 Veszprém                                          | Ilona Lengyel, geborene Révész (1884–1944) |
|              | HIER WOHNTE DIE FRAU DES IMRE LENGYEL ILONA VARJAS GEB. 1898 DEPORTIERT AUSCHWITZ ERMORDET 1944     | Kossuth Lajos utca 7 (hinter dem Gebäude, Fussgängerpassage) Veszprém | Ilona Lengyel, geborene Varjas             |
|              | HIER WOHNTE IMRE LENGYEL GEB. 1892 DEPORTIERT AUSCHWITZ ERMORDET 1944                               | Kossuth Lajos utca 7 (hinter dem Gebäude, Fussgängerpassage) Veszprém | Imre Lengyel                               |
|              | HIER WOHNTE JENŐ LENGYEL GEB. 1879 DEPORTIERT AUSCHWITZ ERMORDET 1944                               | Kossuth Lajos u. 17 Veszprém                                          | Jenő Lengyel (1879–1944)                   |
|              | HIER WOHNTE DIE FRAU DES JAKAB NAY RÓZA BERGER GEB. 1857 DEPORTIERT AUSCHWITZ ERMORDET 1944         | Szabadság tér 5 Veszprém                                              | Róza Nay, geborene Berger (1857–1944)      |
|              | HIER WOHNTE ÁRMIN PILLITZ JG. 1866 DEPORTIERT 1944 ERMORDET AUSCHWITZ                               | Brusznyai utca Veszprém                                               | Ármin Pillitz                              |
|              | HIER WOHNTE DIE FRAU VON ÁRMIN PILLITZ KORNÉLIA MÜNCZER JG. 1873 DEPORTIERT 1944 ERMORDET AUSCHWITZ | Brusznyai utca Veszprém                                               | Kornélia Pillitz, geborene Münczer         |

## Verlegedaten
Die Stolpersteine im Komitat Veszprém wurden an folgenden Tagen verlegt:
- 27. August 2007: Balatonfüred
- 8. August 2018: Szentgál, Veszprém
- 15. September 2019: Pápa
- 16. September 2019: Tótvázsony
- 19. September 2021: Tapolca[4]
- 8. Juli 2023: Ajka, Monoszló
- 9. Juli 2023: Veszprém (Kossuth utca 7 und 17, Rákóczi Ferenc utca 3, Szabadság tér 5)